# Сулхобод
Сулхобо́д (тадж. Сулҳобод) — село у складі Хатлонської області Таджикистану. Входить до складу Туґарацького джамоату Восейського району.
Назва села означає благоустроєний завдяки миру.
Населення — 3960 осіб (2010; 3910 в 2009).
Через село проходять автошлях Восе-Маскав.